# Janusz Zarzycki

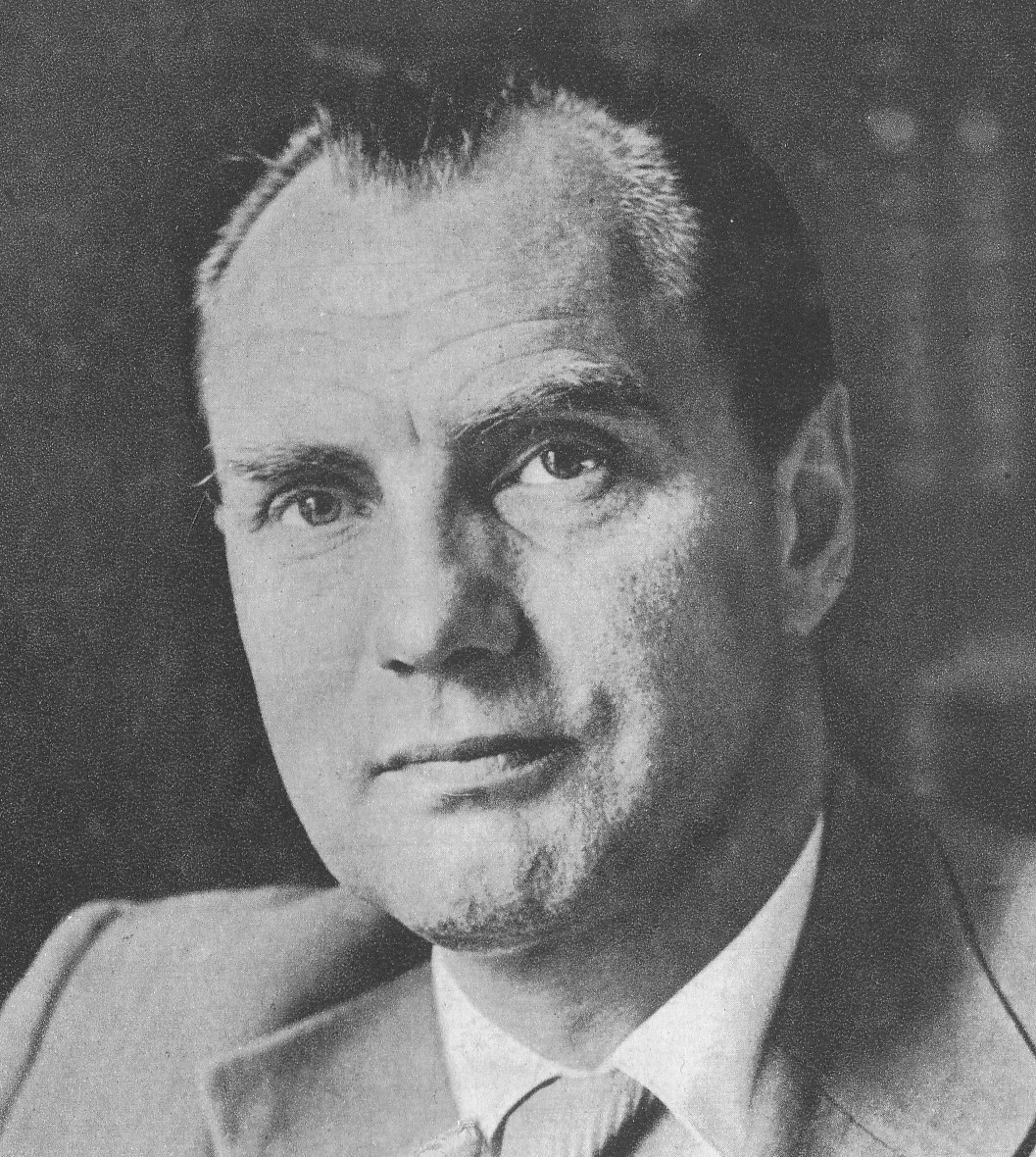
Janusz Zarzycki

Janusz Zarzycki (Geburtsname: Janusz Neugebauer; * 15. April 1914 in Pruszków; † 15. Februar 1995 in Warschau) war ein polnischer General und Politiker (PZPR).
Kurzzeitig 1956 sowie erneut von 1960 bis 1967 war er Bürgermeister von Warschau und von 1956 bis 1960 Vize-Minister für Nationale Verteidigung. Für seine Verdienste in Warschau während des Zweiten Weltkrieges verlieh ihm 1988 die Gedenkstätte Yad Vashem den Titel Gerechter unter den Völkern aus Polen.

## Leben

### Herkunft und Ausbildung
Janusz Zarzycki, der als Sohn von Edmund und Jadwiga Neugebauer geboren wurde, begann nach dem Besuch des Warschauer „Tadeusz Czacki“-Gymnasiums 1932 ein Architekturstudium an der Technischen Universität Warschau, welches er 1935 abschloss. Während des Studiums wurde er Mitglied des Polnischen Demokratischen Jugendverbandes (Związek Polskiej Młodzieży Demokratycznej) und war zwischen 1937 und 1938 Absolvent der Masowischen Schule für Reserve-Artillerieoffiziere in Zambrów. Im August 1939 wurde er als Leutnant einberufen und nahm als Angehöriger der 28. Schweren Artillerieabteilung am Zweiten Weltkrieg teil. Nach der Niederlage Polens ging er in die Sowjetunion und studierte bis 1941 an der Nationalen Polytechnischen Universität Lwiw.

### Politische Funktionen und Tätigkeiten

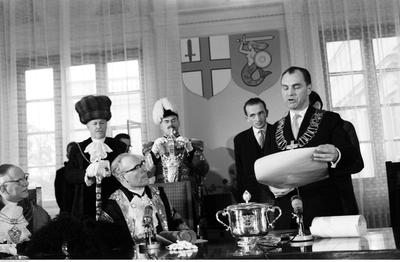
Janusz Zarzycki (stehend, links) als Warschauer Bürgermeister bei der Begrüßungsansprache zu Ehren des Lord Mayor of London Sir Ralph Perring bei dessen Besuch in Warschau (Juni 1962).

Nach seiner Rückkehr nach Polen 1941 trat Zarzycki unter dem Tarnnamen „Wojtek“ dem Bund des Befreiungskampfes (Związek Walki Wyzwoleńczej) sowie der Volksgarde bei. Im April 1942 wurde er Major der Volksgarde. Später nahm Zarzycki mit dieser an den Kämpfen des Aufstand im Warschauer Ghettos zwischen dem 19. April und dem 16. Mai 1943 teil. Er geriet in deutsche Kriegsgefangenschaft und befand sich bis zu seiner Befreiung im April 1945 in den Konzentrationslagern (KZ) Auschwitz und KZ Buchenwald.
Nach seiner Befreiung wurde Janusz Zarzycki im Juni 1945 als Oberstleutnant in die Polnische Volksarmee übernommen und bereits im Dezember 1945 zum Oberst befördert. Er war in der Folgezeit in der Politischen Hauptabteilung der Volksarmee tätig und stieg dort zum Brigadegeneral auf. Beim Gründungsparteitag der Polnischen Vereinigten Arbeiterpartei (PZPR) wurde er zum Mitglied des Zentralkomitees (ZK) gewählt. 1949 übernahm er zudem die Funktion als Vorsitzender des Hauptvorstandes des neu gegründeten Polnischen Jugendverbandes (Związek Młodzieży Polskiej). Bis 1954 blieb er Mitglied des ZK der PZPR und von 1949 bis 1956 war er zudem Vorsitzender des staatlichen Amtes für Berufsschulen.
Vom 14. Mai bis zum 17. Dezember 1956 war er Vorsitzender des Präsidiums des Nationalrats von Warschau und damit Bürgermeister der Hauptstadt.
Während der Zeit des Polnischen Oktober 1956 gehörte er im Machtkampf innerhalb der PZPR unter Führung von Roman Zambrowski und Leon Kasman der nach einem Komplex modernistischer Mietshäuser in der Ul. Puławska 24 und 26 in Warschau benannten „Pulawy-Gruppe“ (poln. Puławianie), die hauptsächlich aus in Staat und Partei seit Mitte/Ende der 40er Jahre aktiven Intellektuellen und Funktionären bestand, an. Die Pulawy-Gruppe stand in Opposition zur Natolin-Fraktion um Zenon Nowak, Wiktor Kłosiewicz, Hilary Chełchowski, Aleksander Zawadzki, Władysław Kruczek, Władysław Dworakowski, Kazimierz Mijal, Franciszek Mazur, Bolesław Rumiński, Franciszek Jóźwiak und Stanisław Łapot, die gegen die Liberalisierung des kommunistischen Systems war, und die nationalistische und antisemitische Parolen proklamierte, um in der PZPR an die Macht zu kommen.
Im Dezember 1956 wurde Zarzycki Nachfolger von Generalmajor Marian Spychalski als Leiter der Politischen Hauptverwaltung der Volksarmee. Zugleich war er in Personalunion zwischen Dezember 1956 und Juni 1960 auch Vize-Minister für Nationale Verteidigung und wurde im Juli 1957 zum Generalmajor befördert.
Am 20. Februar 1957 wurde Janusz Zarzycki zum Mitglied des Sejm gewählt und vertrat in diesem in der zweiten Legislaturperiode (20. Februar 1957 bis 17. Februar 1961) den Wahlkreis Nr. 16 Tuchola, in der dritten Legislaturperiode (15. Mai 1961 bis 31. März 1965) den Wahlkreis Nr. 3 Warschau-Praga sowie zuletzt in der vierten Legislaturperiode (24. Juni 1965 bis 29. April 1969) den Wahlkreis Nr. 2 Warschau-Wola. Er war zugleich zwischen Februar 1957 und April 1969 in den drei Legislaturperioden jeweils Mitglied des Präsidiums der PZPR-Fraktion sowie von Mai 1961 bis April 1969 auch Mitglied des Ausschusses für Bau- und Kommunalwirtschaft. Auf dem III. Parteitag (10. bis 19. März 1959) wurde er darüber hinaus auch wieder Mitglied des ZK der PZPR.
Am 5. Mai 1960 übernahm Zarzycki erneut das Amt des Warschauer Bürgermeisters. Er hatte dieses Amt sieben Jahre lang bis zum 29. Dezember 1969 inne. 1969 wurde er erstmals zum Mitglied des Obersten Rates des Verbandes der Kämpfer für Freiheit und Demokratie (ZBoWiD) gewählt und wurde in dieser Funktion 1974, 1979 und 1985 bestätigt.

### Auszeichnungen
Für seine langjährigen Verdienste in der Volksrepublik Polen wurde er mehrfach ausgezeichnet und erhielt unter anderem den Orden Virtuti Militari, die Kommandeurswürde des Ordens Polonia Restituta, den Orden des Banners der Arbeit (Order Sztandaru Pracy) Erster und Zweiter Klasse, den Orden des Grunwald-Kreuzes (Order Krzyża Grunwaldu) Dritter Klasse, das Partisanenkreuz (Krzyż Partyzancki), die Medaille für Warschau 1939–1945 (Medal za Warszawę 1939–1945), die Medaille „Streitkräfte im Dienste der Heimat“ (Medal „Siły Zbrojne w Służbie Ojczyzny“) sowie die Medaille zum 10. Jahrestag von Volkspolen (Medal 10-lecia Polski Ludowej).
Zarzycki hatte im August 1942 zwei Juden uneigennützig geholfen: Er brachte einen Juden einige Tage bei sich unter und half diesem und einem weiteren unterzutauchen. Für diese Rettungstaten verlieh ihm 1988 die Gedenkstätte Yad Vashem den Titel Gerechter unter den Völkern aus Polen. Nach seinem Tode wurde er auf dem Warschauer Powązki-Militärfriedhof beigesetzt.